# 193 coups de folie
Pour plus de détails, voir Fiche technique et Distribution.
193 coups de folie (Blue-Eyed Butcher) est un téléfilm américain réalisé par Stephen Kay, diffusé le 3 mars 2012 sur Lifetime et en France le 19 novembre 2012 sur TF1 puis rediffusé sur TMC le 17 mars 2019.
Le film est basé sur l'affaire Susan Wright (en), connue sous le nom de La Bouchère aux yeux bleus.

## Synopsis
Susan et Jeff Wright, mariés depuis six ans et ayant deux enfants, semblent avoir une vie de couple parfaite. Mais en 2003, le conte de fée bascule lorsque le corps de Jeff est retrouvé enterré sous la cour de leur maison, après avoir disparu pendant plusieurs jours. Susan est rapidement soupçonnée par la police et les parents de Jeff, tandis que la jeune femme semble souffrir de troubles psychologiques dus au syndrome de la femme battue qu'elle clame être.
Son avocat tente alors de tout mettre sur le dos de Jeff et de son comportement violent, mais Kelly Siegler, du parti de l'accusation, voit en Susan une femme manipulatrice qui veut se mettre la Cour dans sa poche grâce à son visage angélique. Kelly met alors tout en œuvre pour prouver le meurtre barbare et prémédité commis par Susan, ayant attaché et mutilé le corps de son mari de 193 coups de couteau.
Susan Wright a été reconnu coupable d'assassinat au premier degré en 2004 en ayant poignardé à mort son mari, Jeffrey Wright. Selon les témoignages, elle a enterré le corps dans l'arrière-cour de leur maison région de Houston.

## Fiche Technique
- Titre original : Blue-Eyed Butcher
- Genre : Crime, Drama, Thriller
- Réalisation : Stephen Kay
- Scénario : Michael J. Murray
- Producteur : Kyle Clark
- Photographie : Jamie Barber
- Musique : Brad Hamilton
- Pays : États-Unis
- Chaine : Lifetime
- Date de sortie originale : 3 mars 2012
- Date de sortie en France : 19 novembre 2012
- Durée : 85 minutes
- Budget : 10 000 $[3]
- Sous-titre original sur DVD : The Blond Butcher et Killing Mr. Wright

## Distribution
- Sara Paxton (VF : Marie Tirmont) : Susan Wright
- Justin Bruening (VF : Valéry Schatz) : Jeff Wright
- Lisa Edelstein (VF : Frédérique Tirmont) : Kelly Siegler
- Michael Gross (VF : Gabriel Le Doze) : Ron Wright
- Annie Corley (VF : Frédérique Cantrel) : Joan Wright
- W. Earl Brown (VF : Michel Papineschi) : Thomas Dean
- Lucinda Jenney (VF : Marie-Madeleine Burguet-Le Doze) : Karen, la mère de Susan
- Sam McMurray (VF : Benoît Allemane) : Dr Sheffield
- Erin Cahill (VF : Brigitte Aubry) : Cindy
- Annie Wersching (VF : Delphine Liez) : Allie
- Deborah Carson : Harris Court
- Zuleyka Silver : Maria
- Aaron Lustig (VF : Michel Voletti) : Dr Wolfe
- Jon Curry (VF : Éric Marchal) : Ben Furhman

- Version française
  - Studio de doublage : Cinéphase
  - Direction artistique : Maïk Darah
  - Adaptation des dialogues : Fanny Beraud

 Selon le carton du doublage français télévisuel.